# Porsche GT3 Cup Challenge Central Europe
Porsche GT3 Cup Challenge Central Europe (GT3CCCE) – jednomarkowy cykl wyścigów samochodowych organizowany przez Porsche przy współpracy z Polskim Związkiem Motorowym. Powstały w 2012 roku jako kontynuacja cyklu Porsche GT3 Cup Trophy odbywającego się w sezonie 2010. W cyklu uczestniczą kierowcy i zespoły z krajów Europy Centralnej (przede wszystkim z Polski – podobnie, rundy odbywają się na torach w Polsce, Czechach, Słowacji oraz na Węgrzech.

## Regulamin

### Dopuszczone samochody i klasy
Uczestnicy cyklu mogą startować wyłącznie w wyścigowych wersjach modelu Porsche 911 GT3, przygotowanych przez producenta do markowej rywalizacji pucharowej. Lista obejmuje trzy modele, każdy przypisany do osobnej klasy:
Klasa 1, Golf, Silver – model GT3 Cup (997) z lat 2010-2014

Klasa 2 – model GT3 Cup (997) z lat 2005-2009

Klasa 3 – model GT3 Cup (996) z roku 2004
Dodatkowo, w sezonie 2014 wprowadzono podział kierowców na klasy Gold i Silver, nawiązujący do oficjalnego podziału wprowadzonego przez FIA.  

### Rundy i punktacja
Jeden sezon składa się z 6-7 rund liczących jeden lub dwa wyścigi. Każdy wyścig trwa 20 minut plus finałowe okrążenie. Punkty w klasyfikacji generalnej przyznaje się za miejsca od 1. do 15. według schematu 20-18-16-14-12-10-9-8-7-6-5-4-3-2-1. Jeśli zwycięzca wyścigu przejedzie mniej, niż 75% zaplanowanego dystansu, przyznawane punkty dzieli się przez 2. Jeżeli zwycięzca nie przejedzie połowy zaplanowanego dystansu, punktów nie przyznaje się.
W latach 2012-13, w poszczególnych klasach przyznawało się punkty za miejsca 1-8, według schematu 10-8-6-5-4-3-2-1. W sezonie 2014, punktacja w klasach stała się taka sama, jak w klasyfikacji generalnej.

## Mistrzowie
| Sezon | Klasa        | Kierowca                    | Zespół              |
| ----- | ------------ | --------------------------- | ------------------- |
| 2012  | Łącznie      | Andrzej Lewandowski         | WAAB Garage         |
| 2012  | Klasa 1      | Jarosław Budzyński          | GT3 Poland          |
| 2012  | Klasa 2      | Andrzej Lewandowski         | WAAB Garage         |
| 2012  | Klasa 3      | Bódis Kálmán                | Bovi Motorsport     |
| 2013  | Łącznie      | Christofer Berckhan Ramírez | Lukas Motorsport    |
| 2013  | Klasa 1      | Christofer Berckhan Ramírez | Lukas Motorsport    |
| 2013  | Klasa 2      | Grzegorz Moczulski          | Lukas Motorsport    |
| 2013  | Klasa 3      | Juliusz Syty                | GT3 Racing          |
| 2014  | Łącznie      | Stefan Biliński             | Lukas Motorsport    |
| 2014  | Klasa Gold   | Stefan Biliński             | Lukas Motorsport    |
| 2014  | Klasa Silver | Grzegorz Moczulski          | Lukas Motorsport    |
| 2014  | Klasa 1      | Jürgen Walkoun              | Renowa Racing       |
| 2014  | Klasa 2      | Juliusz Syty                | Juliusz Syty Racing |